# 1696
Епоха великих географічних відкриттів •  Перша наукова революція • Річ Посполита •  Запорозька Січ •  Руїна

## Геополітична ситуація
Османську імперію очолює Мустафа II (до 1703). Під владою османського султана перебувають Близький Схід та Єгипет, Середземноморське узбережжя Північної Африки, частина Закавказзя, значні території в Європі: Греція, Болгарія та Сербія. Васалами османів є Волощина та Молдова.
Священна Римська імперія — наймогутніша держава Європи. Її територія охоплює, крім німецьких земель, Угорщину з Хорватією, Трансильванію, Богемію, Північну Італію. Її імператор — Леопольд I Габсбург (до 1705).
На передові позиції в Європі вийшла Франція, на троні якої сидить король-Сонце Людовик XIV (до 1715). Франція має колонії в Північній Америці та Індії.
Габсбург Карл II Зачарований є королем Іспанії (до 1700). Йому належать Іспанські Нідерланди, південь Італії, Нова Іспанія, Нова Гранада та Нова Кастилія в Америці, Філіппіни. Королем Португалії є Педру II (до 1706). Португалія має володіння в Бразилії, в Африці, в Індії, в Індійському океані й Індонезії.
Північ Нідерландів займає Республіка Об'єднаних провінцій. Вона має колонії в Північній Америці, Індонезії, на Формозі та на Цейлоні. Король Англії — Вільгельм III Оранський (до 1702). Англія має колонії в Північній Америці, на Карибах та в Індії. Король Данії та Норвегії — Кристіан V (до 1699), король Швеції — Карл XI (до 1697). На Апеннінському півострові незалежні Венеціанська республіка та Папська область. Помер король Речі Посполитої Ян III Собеський, у країні почалася політична боротьба з виборами нового короля. У Московії царює Петро I.
Україну розділено по Дніпру між Річчю Посполитою та Московією. Діють два гетьмани: Самійло Самусь (польський протекторат) на Правобережжі, Іван Мазепа (московський протекторат) на Лівобережжі. На півдні України існує Запорозька Січ. Існують Кримське ханство, Ногайська орда.
В Ірані правлять Сефевіди.
Значними державами Індостану є Імперія Великих Моголів, у якій править Аурангзеб, Імперія Маратха. В Китаї править Династія Цін. У Японії триває період Едо.

## Події

### В Україні
- Кошовим отаманом Запорозької Січі став Яків Мороз. Його похід на чайках скував османські сили, що допомогло штурму Азова.
- Лівобережні козаки взяли участь в захопленні Московією турецької фортеці Азов.

### У світі
- 8 лютого помер старший цар Московії Іван V. Петро I залишився єдиним правителем держави.
- Московсько-турецька війна:
  - Московські війська разом із українськими козаками провели другий (успішний) похід на Азов і захопили місто.
- У вересні московський цар Петро I започаткував військову морську базу в Таганрозі, а в жовтні Дума виділила кошти на побудову флоту.
- В Англії ухвалено Акт про перекарбування срібних монет.
- 17 червня помер король Польщі з 1674 року Ян III Собеський. Вибори нового короля затягнулися до наступного року.
- В Амстердамі збунтувалися похоронні служби, незадоволені реформою похоронної справи.
- Герцог Савойї Віктор-Амадей II уклав із французьким королем Людовиком XIV таємну угоду про завоювання Мілана. Перекинувшись до французів савойський герцог добився відновлення правління на своїх землях.
- Французький дослідник і корсар П'єр Ле Мойн д'Абервіль захопив Ньюфаундленд.

### Наука
- Гійом де Лопіталь опублікував перший підручник з математичного аналізу, в якому було сформульовано правило Лопіталя.
- Якоб та Йоганн Бернуллі розв'язали задачу про брахістохрону, що було першим застосуванням варіаційного числення.

## Народились
- 2 серпня — Махмуд I, турецький султан (з 1730)

## Померли
див. також Категорія:Померли 1696
- 17 червня — На 67-му році життя помер польський полководець, король Польщі з 1674 року Ян III Собеський.